# 江口貴勅
江口 貴勅（えぐち たかひと、1971年8月28日 - ）は、日本の作曲家、編曲家、音楽プロデューサー、キーボーディスト。長崎県長崎市出身。長崎県立大村高等学校卒業。株式会社リバース所属。

## 音源制作・楽曲提供
- EXILE
- 奥井雅美
  - 「Gift」（2006年）
- The GazettE
- KAT-TUN
- KinKi Kids
- 倖田來未
- SEAMO
- シャニース（英語版）
- スウィートボックス
- ナラダ・マイケル・ウォルデン
- 福山潤
- Boyz II Men
  - New York Symphonic Ensembleとのオーケストラコンサートの楽曲アレンジ（2009年/2010年）
- YUKI
  - 『Presents』オーチャードホール公演及び『うれしくって抱きあうよ』全国ツアーのオーケストレーション（2010年）

## 主な参加作品

### ゲーム
- ファイナルファンタジーX-2 （PS2） 松枝賀子と共作
- ソニック・ザ・ヘッジホッグ （サントラ） オーケストラ楽曲数曲作曲と挿入歌編曲
- ソニック ワールドアドベンチャー （サントラ） オーケストラ楽曲数曲作曲と挿入歌編曲、楽器演奏も
- ソニック ロストワールド
- ソニック フォース
- ソニックフロンティア
- バウンサー （PS2） 松枝賀子と共作
- バハムートラグーン （SFC）
- レーシングラグーン （PS）

### 映画・ドラマ・アニメ関連
- 機動戦士ガンダムSEED DESTINY （テーマソング編曲）
- 機動戦士ガンダム EVOLVE （テーマソング編曲）
- 今日からマ王! 挿入歌『真っ白な願い』（ピアノ演奏＆レコーディングサポート）
- トリニティ・ブラッド （全BGM 及び エンディング主題歌 作編曲）[1]
- D・N・ANGEL（テレビ東京系テレビアニメ、音楽担当）
- レンタルマギカ（OP主題歌コーラスアレンジ／BGM数十曲を作編曲）
- ハンサムスーツ（スコアリングアドバイザー・レコーディング指揮）
- テレビ朝日スペシャルドラマ「最後の晩餐 〜刑事・遠野一行と七人の容疑者〜」（BGM作編曲）
- テレビ朝日木曜ドラマ「陽はまた昇る」（BGM作編曲）